# Тащин, Александр Григорьевич
Александр Григорьевич Та́щин (род. 21 февраля 1982, Москва) — российский медиаменеджер, с сентября 2021 года генеральный продюсер телеканала «Матч ТВ». Ранее — главный редактор канала «Матч ТВ». В 2013—2015 годах руководитель объединенной редакции спортивных каналов ВГТРК.

## Биография
Александр Тащин родился 21 февраля 1982 года в Москве. Мать Ольга Николаевна Тащина работала инженером в Мосгипротрансе, отец Григорий Нахманович Розенберг — инженер-строитель. В 2003 году Александр закончил Финансовую Академию при Правительстве РФ по специальности «Бухгалтерский учет, аудит и экономический анализ». Еще студентом попал в качестве курьера на ВГТРК «Телеканал Россия», затем занял пост специалиста отдела командировок, стал заместителем директора телеканала «Россия 24».

## Карьера
В 2005—2007 участвовал в запуске английской и арабской версии телеканала RT, в 2008 вернулся в структуру ВГТРК. С 2013 по 2015 год руководитель объединенной редакции спортивных каналов ВГТРК, отвечающей за спортивные трансляции на телеканалах «Россия 1», «Россия 2», «Россия 24». Был главным редактором телеканалов «Спорт», «Спорт 1» и «Бойцовский клуб». В 2014 году Тащин руководил телетрансляциями Зимних Олимпийских игр в Сочи, за что получил Почетную грамоту президента РФ за заслуги в подготовке и проведении Олимпийских и Паралимпийских игр.
В 2020 году назначен главным редактором телеканала «Матч ТВ», отвечал за разработку программной стратегии, операционное управление каналом и запуск новых продуктов. Позже стал операционным директором канала. В сентябре 2021 стал генеральным продюсером «Матч ТВ», сменив на этой должности Тину Канделаки.

## Санкции
15 января 2023 года, из-за вторжения России на Украину, внесён в санкционный список Украины лиц «которые публично призывают к агрессивной войне, оправдывают и признают законной вооруженную агрессию РФ против Украины, временную оккупацию территории Украины». Предполагается блокировка активов на территории страны, приостановка выполнения экономических и финансовых обязательств, прекращение культурных обменов и сотрудничества, лишение украинских госнаград.

## Награды
- Победитель третьего сезона конкурса «Лидеры России»[12] (2021)
- Почётная грамота Президента Российской Федерации (2014)
- Медаль «За труды в культуре и искусстве» (18 сентября 2023 года) — за заслуги в развитии средств массовой информации и многолетнюю добросовестную работу[13].
- Благодарность Президента Российской Федерации (5 января 2025 года) — за активное участие в подготовке и проведении общественно значимых мероприятий[14].

## Личная жизнь и увлечения
До 2015 года был женат на телеведущей Марии Орзул. В 2017 женился на телеведущей Дарье Пухаревой. Двое детей от второго брака: сын Александр (2017), дочь Софья (2019).
Болельщик ФК «Динамо» Москва.